# Украинская латиница
Украинская латиница — общее название для систем записи украинского языка с помощью букв латинского алфавита. В большинстве её вариантов восходит к польскому и чешскому алфавитам.

## История
Первые украинские тексты латиницей, датируемые XVI—XVII веками, написаны польским или чешским алфавитом. Первым в XIX веке установить латинскую письменность пытался Иосиф Лозинский — учёный и священник из Львова. В основу был положен польский алфавит. Позже модифицированный вариант без польских диграфов предложил чешский славист Йозеф Иречек. Спор между сторонниками этих двух вариантов, а также между противниками и сторонниками использования латиницы вообще известна как «азбучная война». В XIX—XX веках латиницей пользовалась бюрократия Галиции под австрийской властью.

### Проект Лозинского
| A a | B b | C c | Ć ć   | Ch ch | Cz cz | D d   | Ď ď       | E e | F f   |
| А а | Б б | Ц ц | Ць ць | Х х   | Ч ч   | Д д   | Дь дь     | Е е | Ф ф   |
| G g | H h | I i | J j   | K k   | L l   | Ł ł   | M m       | N n | Ń ń   |
| Г г | Ґ ґ | І і | Й й   | К к   | Ль ль | Л л   | М м       | Н н | Нь нь |
| O o | P p | R r | R’ r’ | S s   | Ś ś   | Sz sz | Szcz szcz | T t | Ť ť   |
| О о | П п | Р р | Рь рь | С с   | Сь сь | Ш ш   | Щ щ       | Т т | Ть ть |
| U u | W w | Y y | Z z   | Ź ź   | Ż ż   |       |           |     |       |
| У у | В в | И и | З з   | Зь зь | Ж ж   |       |           |     |       |

### Проект Иречека
В 1859 году чешский славист Йозеф Иречек предложил свой вариант украинской латиницы, основанной на комбинации элементов польского и чешского алфавитов, а также гаевицы.
| A a | B b   | C c  | Ć ć   | Č č    | Ch ch | D d | Ď ď   |     |
| А а | Б б   | Ц ц  | ЦЬ ць | Ч ч    | Х х   | Д д | ДЬ дь |     |
| E e | Ě ě   | F f  | G g   | H h    | I i   | J j | K k   |     |
| Е е | Є є1  | Ф ф  | Ґ ґ   | Г г    | І і   | Й й | К к   |     |
| L l | Ľ ľ   | Ł ł  | M m   | N n    | Ń ń   | O o | P p   |     |
| Л л | ЛЬ ль | Л л2 | М м   | Н н    | НЬ нь | О о | П п   |     |
| R r | Ŕ ŕ   | S s  | Ś ś   | Š š    | Šč šč | T t | Ť ť   |     |
| Р р | РЬ рь | С с  | СЬ сь | Ш ш    | Щ щ   | Т т | ТЬ ть |     |
| U u | Ü ü   | V v  | W w   | X x    | Y y   | Z z | Ź ź   | Ž ž |
| У у | І і3  | В в  | В в4  | Кс кс4 | И и   | З з | ЗЬ зь | Ж ж |

Примечания.
1. ↑  Для обозначения «Є» на месте «Я» в западноукраинских говорах (ім’я — імє). Правило: употребляется только там, где в церковнославянском языке есть ѧ или в польском ę: сягнути — сєгнути — sěhnuty, дякувати — дєковати — děkovaly, щастя — щєстє — ščěstje, дев’ять — девєт — devěť, в’язати — вєзати — vězaty, м’ясо — мєсо — měso, святий — швєтий — švětyj, ряд — рєд — rěd, ім’я — імє — imě, гуся — гусє — husě, ся — сє — sě. Впрочем закон не был последовательным, например: п’яний — pjenyj і pjanyj.
2. ↑  Для обозначения л в праславянском буквосочетании ъl + согласный (vołk), то есть либо в конце слога (oreł, düł, vüł…; dołhyj, tołstyj..:, był, plił), либо там, где примыкает к согласному, оканчивающему слог (tołk, dołh), например, в существительных мужского рода с конечным Л и в мужских формах прошедшего времени (pochodył). Иречек ошибочно считал, что в украинском языке существует тройной звук Л: 1) твёрдый (hart) — полнее, чем чешский или немецкий l, но не доходящий к польскому ł (это Иречеково l, напр., syla); 2) смягчённый (erweicht), соответствующий польскому l (в его правописании это ľ) и 3) укрепленно твёрдый (potenziert hart), соответствующий польскому ł.
3. ↑  Для обозначения і, происходящего от старославянского о (поскольку Иречек различал і < о и і < е, ѣ). Этот звук произносится как округлённый i (кість — küsť, гвіздь — hvüźď).
4. ↑  Только в иностранных словах.

### Алфавит Федьковича
Буковинский поэт Юрий Федькович свои произведения иногда записывал латинским алфавитом, используя смесь чешского алфавита и гаевицы.

## Современность
27 января 2010 г. Кабинет министров Украины издал постановление, в котором упорядочил правила транслитерации украинского алфавита латиницей, утвердив таблицу транслитерации.
Эти правила применяются, в частности, для выдачи заграничных паспортов гражданина Украины. Главной особенностью этого стандарта является то, что в его основу положено английское правописание, а также полностью опущено смягчение мягким знаком.
В марте 2018 года министр иностранных дел Украины Павел Климкин предложил обсудить возможность перевода украинского языка на латиницу. Инициатором перехода является польский историк и журналист Земовит Щерек.
В 2021 году создатели украинского новостного портала "На часі" добавили возможность переключаться с кириллицы на латиницу и создали отдельную страницу, где был написан алфавит украинского языка латиницей и причины, почему нужно переходить на латиницу.
В 2018-2020 годах была создана украинская латиница с кодовым именем "Живица".

## Галерея

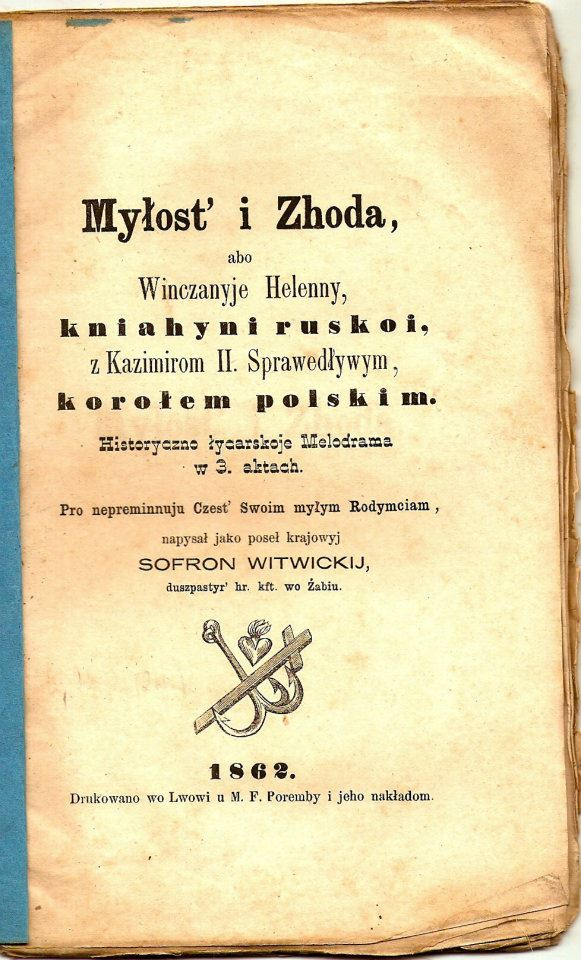
Myłost' i Zhoda (1862)
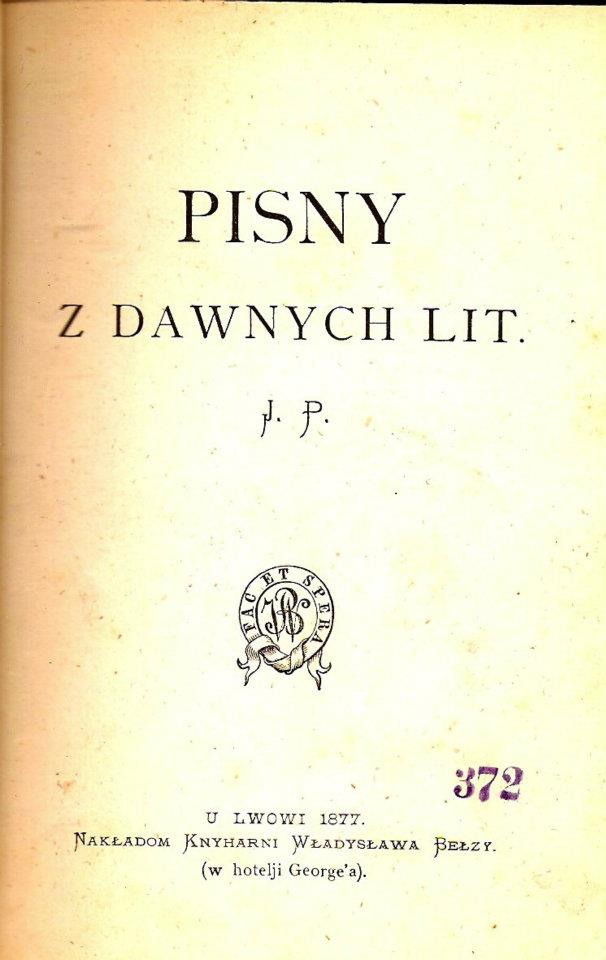
Pisny z dawnych lit (1877)
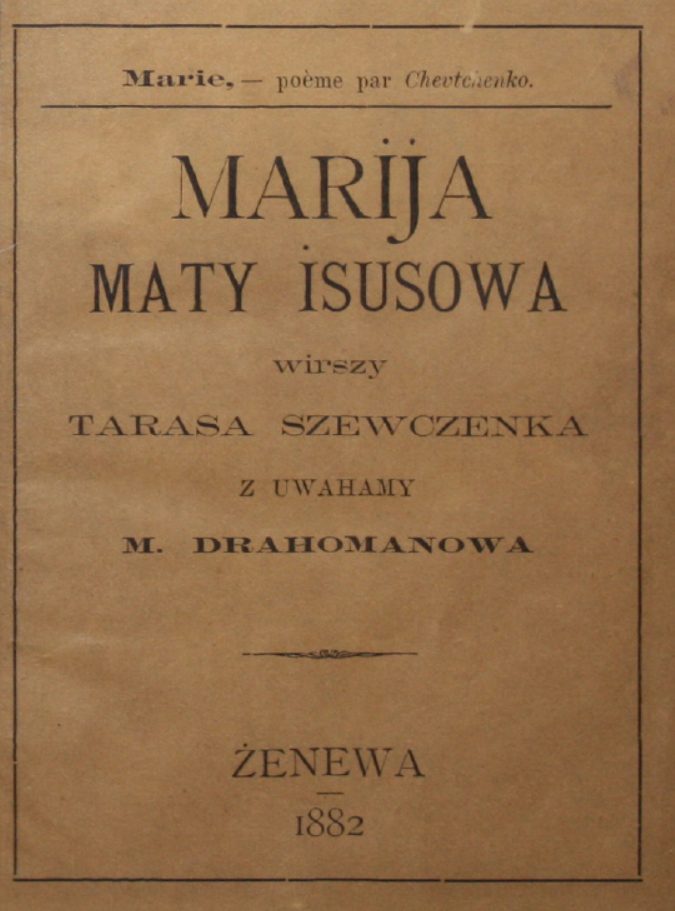
Marija, maty Isusowa. Wirszy Tarasa Szewczenka z uwahamy M. Drahomanowa (1882)
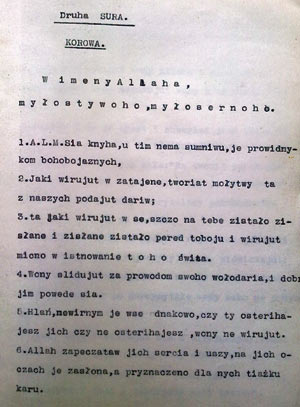
Страница машинописи с переводом второй суры Корана (ок. 1913). Автор перевода Александр Абранчак-Лисинецкий

## Примеры
Ниже, в качестве примера, указан первый куплет гимна Украины, записанный четырьмя основными версиями украинской латиницы и кириллицей для сравнения.
| Проект Лозинского | Проект Иречека | Государственный стандарт | На основе гаевицы | Оригинал |
| --- | --- | --- | --- | --- |
| Szcze ne wmerła Ukrajiny ni sława, ni wola. Szcze nam, brattia ukrajinci, usmichneťsia dola. Zhynuť naszi worożeńky, jak rosa, na sonci, Zapanujem i my, brattia, u swojij storonci. Duszu j tiło my położym za naszu swobodu, I pokażem, szczo my — brattia kozaćkoho rodu. | Šče ne vmerla Ukrajiny ni slava, ni voľa. Šče nam, bratťa ukrajinci, usmichneťśa doľa. Zhynuť naši vorüžeńky, jak rosa na sonci, Zapanujem i my, bratťa, u svojij storonci. Dušu j tilo my položym za našu svobodu, I pokažem, ščo my, bratťa, kozaćkoho rodu. | Shche ne vmerla Ukrainy, ni slava, ni volia. Shche nam, brattia ukraintsi, usmikhnetsia dolia. Zghynut nashi vorozhenky, yak rosa, na sontsi, Zapanuiem i my, brattia, u svoii storontsi. Dushu y tilo my polozhym za nashu svobodu I pokazhem, shcho my — brattia kozatskoho rodu. | Šče ne vmerla Ukrajiny ni slava, ni volja. Šče nam, brattja ukrajinci, usmichnetjsja dolja. Zhynutj naši voroženjky, jak rosa, na sonci, Zapanujem i my, brattja, u svojij storonci. Dušu j tilo my položym za našu svobodu, I pokažem, ščo my — brattja kozacjkoho rodu. | Ще не вмерла України, ні слава, ні воля. Ще нам, браття молодії, усміхнеться доля. Згинуть наші вороженьки, як роса на сонці, Запануєм і ми, браття, у своїй сторонці. Душу, тіло ми положим за нашу свободу, І покажем, що ми, браття, козацького роду. |